# Lionel Bringuier
Pour les articles homonymes, voir Bringuier.
Lionel Bringuier, né le 24 septembre 1986 à Nice, est un pianiste, violoncelliste et chef d'orchestre français.

## Biographie

### Famille
Lionel, Francis, Michel Bringuier est né d'un père ingénieur et d'une mère fonctionnaire que rien ne prédestinait à la musique. Quatrième enfant d'une fratrie de musiciens amateurs, il a notamment un frère pianiste, Nicolas, qui l'accompagne occasionnellement. Il est en couple et a un enfant (2020)[réf. nécessaire].

### Le soliste
Lionel débute à l'âge de 5 ans au conservatoire à rayonnement régional de Nice (CNR). Il y remporte cinq premiers prix (violoncelle, piano, musique de chambre, culture musicale, formation musicale) et le diplôme d'études musicales de violoncelle à l'unanimité.
À 13 ans, en février 2000, il est reçu au Conservatoire national supérieur de musique et de danse de Paris. Il sera lauréat des fondations Langart et Cziffra.
Le 12 février 2001, lors des Victoires de la musique diffusées en direct sur France 3, il dirige l'Orchestre national des Pays de la Loire (ONPL).
À 15 ans, en 2002, il devient le plus jeune Français à suivre la formation supérieure de chef d'orchestre au Conservatoire de Paris, dans la prestigieuse classe de Zsolt Nagy. Pour ce faire, il s'impose parmi 49 candidats. C'est également à 15 ans qu'il obtient son baccalauréat option musique avec une mention.
Comme violoncelliste, il se produit régulièrement avec son frère Nicolas au piano.
En juin 2004, au CNSM, Lionel Bringuier obtient le diplôme de formation supérieure (DFS) de violoncelle avec la mention très bien.

### Le chef d'orchestre
Après une formation en musique de chambre et de direction d'orchestre, Lionel Bringuier devient, en janvier 2005, le chef assistant à l'Ensemble orchestral de Paris (EOP).
En 2005, il remporte la finale du 49e concours international de jeunes chefs d'orchestre de Besançon. Au départ, 220 chefs d'orchestre de 42 pays ont été auditionnés lors de présélections en Russie, en Chine, aux États-Unis et en France. Après ces premières épreuves, 20 candidats de 13 pays se présentent aux éliminatoires. Pour la finale, les deux jeunes chefs en lice sont jugés sur leur façon de diriger La Valse de Ravel, les Variations sur un thème rococo de Tchaïkovski et Gloria de Philippe Fénelon avec, en soliste, le violoncelliste Marc Coppey.
Le prix du public, invité à voter lors de la finale, est également allé à Lionel Bringuier. L'unique prix remis par le jury était doté de 12 000 euros.
Comme chef d'orchestre, il joue et dirige à l'Opéra de Massy, l'Acropolis de Nice, la salle Cortot, le Palais des congrès de Marseille.
Il est invité à diriger de nombreuses formations comme l'ONPL, l'Orchestre philharmonique de Monte-Carlo, le Prague Philharmonic.
Il a dirigé plusieurs concerts de l'Ensemble orchestral de Paris durant la saison 2005-2006.
En 2006, Esa-Pekka Salonen le nomme chef assistant de l'orchestre philharmonique de Los Angeles. Bringuier prend ses fonctions à partir de l'automne 2007 devenant ainsi le plus jeune chef assistant de l'histoire de cette prestigieuse formation américaine et le premier Français à y occuper ce poste. Il est également nommé la même année chef associé de l'orchestre de Bretagne et y fait ses débuts en février 2007.
Gustavo Dudamel, successeur de Salonen, le désigne comme chef associé de l'orchestre philharmonique de Los Angeles.
En 2009, il est nommé directeur musical de l'orchestre symphonique de Castille et Leon à Valladolid, en Espagne.
Il est chef d'orchestre invité de l'Alma Chamber Orchestra, un orchestre international pour la paix, depuis le 17 avril 2014.
De 2014 à 2018, il est directeur musical de l'orchestre de la Tonhalle de Zurich. Depuis 2019, il est artiste associé à l'Orchestre philharmonique de Nice.
En décembre 2023, il est nommé chef principal de l'Orchestre philharmonique de Nice, jusqu'à la fin de saison 2024-2025.   À partir de début septembre 2025, il prendra la direction musicale de l'orchestre philharmonique royal de Liège.

## Distinctions
- 2002 : Clés de la ville de Nice, décernées, en juillet, par le maire Jacques Peyrat
- 2017 : Chevalier de l'ordre national du Mérite, nommé par la ministre de la Culture, Audrey Azoulay[4].